# Моллнер, Арт
Артур Оуэн Моллнер (англ. Arthur «Art» Owen Mollner, 20 декабря 1912, Саранак-Лейк — 16 марта 1995, Уэстлейк-Виллидж, Калифорния) — американский баскетболист, участник летних Олимпийских игр 1936 года в Берлине, олимпийский чемпион.

## Биография
Моллнер учился в колледже для подростков в Лос-Анджелесе. Затем он поступил на работу в полицейское управление Лос-Анджелеса. Также он играл в местных командах в баскетбольном чемпионате Ассоциации любительского спорта. Некоторое время Моллнер играл в команде Universal Studios, которая в 1936 году делегировала в сборную США по баскетболу семь игроков для участия в Олимпиаде. После ухода из большого спорта до 1952 года тренировал команду Fibber McGee and Molly. Он также продолжал свою карьеру в Департаменте полиции Лос-Анджелеса, пока он не ушёл в отставку в звании сержанта.